# Козак Станіслав Васильович
Станісла́в Васи́льович Козак — учасник Афганської війни 1979—1989 років.

## З життєпису
Керівник Буковинського обласного осередку Спілки ветеранів Афганістану (воїнів-інтернаціоналістів). Помічник-консультант на громадських засадах народного депутата Куніцина Сергія Володимировича.

## Критика
Був звинувачений в непрозорому переобранні на посаду керівника обласного осередку, для чого збори проводилися не в Чернівцях, а у селі Баяни.

## Нагороди
- орден «За заслуги» III ступеня (13.2.2015)